# Cleveland Open 2020
Il Cleveland Open 2020 è stato un torneo maschile tennis professionistico. È stata la 2ª edizione del torneo, facente parte della categoria Challenger 80 nell'ambito dell'ATP Challenger Tour 2020, con un montepremi di 54 160 $. Si è giocato dal 10 al 16 febbraio 2020 sui campi in cemento indoor del Cleveland Racquet Club di Cleveland, negli Stati Uniti.

## Partecipanti

### Teste di serie
| Nazionalità     | Giocatore                | Ranking* | Testa di serie |
| --------------- | ------------------------ | -------- | -------------- |
| Stati Uniti     | Denis Kudla              | 113      | 1              |
| Australia       | Christopher O'Connell    | 114      | 2              |
| Austria         | Sebastian Ofner          | 160      | 3              |
| Kazakistan      | Dmitry Popko             | 170      | 4              |
| Cile            | Alejandro Tabilo         | 172      | 5              |
| Stati Uniti     | J. J. Wolf               | 183      | 6              |
| Brasile         | João Menezes             | 188      | 7              |
| Stati Uniti     | Michael Mmoh             | 197      | 8              |
| Stati Uniti     | Ernesto Escobedo         | 210      | 9              |
| Rep. Dominicana | Roberto Cid Subervi      | 216      | 10             |
| Spagna          | Adrián Menéndez Maceiras | 233      | 11             |
| Danimarca       | Mikael Torpegaard        | 235      | 12             |
| Francia         | Arthur Rinderknech       | 236      | 13             |
| Germania        | Tobias Kamke             | 237      | 14             |
| Stati Uniti     | Sebastian Korda          | 238      | 15             |
| Corea del Sud   | Nam Ji-sung              | 248      | 16             |

- Ranking al 3 gennaio 2020.

### Altri partecipanti
I seguenti giocatori hanno ricevuto una wild card per il tabellone principale:
- Alexander Brown
- James Hopper
- Vasil Kirkov
- Aleksandar Kovacevic
- Raymond Sarmiento

Il seguente giocatore è entrato in tabellone come special exempt:
- Denis Kudla

Il seguente giocatore è entrato in tabellone come alternate:
- Martin Redlicki

I seguenti giocatori sono passati dalle qualificazioni:
- Nick Chappell
- Ruan Roelofse

## Punti e montepremi
| Torneo    | Torneo              | V     | F     | SF    | QF    | 3T  | 2T  | 1T  | Q | Q1 |
| Singolare | Punti               | 80    | 48    | 29    | 15    | 7   | 4   | 0   | 0 | 0  |
| Singolare | Premi in denaro ($) | 7 200 | 4 240 | 2 510 | 1 460 | 860 | 520 | 260 | – | –  |
| Doppio    | Punti               | 80    | 48    | 29    | 15    | –   | –   | 0   | – | –  |
| Doppio    | Premi in denaro ($) | 3 100 | 1 800 | 1 080 | 640   | –   | –   | 360 | – | –  |

## Campioni

### Singolare
Mikael Torpegaard ha sconfitto in finale  Yosuke Watanuki con il punteggio di 6–3, 1–6, 6–1.

### Doppio
Treat Huey /  Nathaniel Lammons hanno sconfitto in finale  Luke Saville /  John-Patrick Smith con il punteggio di 7–5, 6–2.